# Game Boy Advance
De Game Boy Advance (vaak afgekort met GBA, toen het nog in ontwikkeling was noemde men het Project Atlantis) is een draagbare spelcomputer van Nintendo geïntroduceerd in 2001. De Game Boy Advance is de opvolger van de Game Boy Color. Het was de eerste handheld met een 32 bits-processor. In 2003 werd een vernieuwde versie, de Game Boy Advance SP, op de markt gebracht. In 2005 introduceerde Nintendo een sterk verkleinde versie genaamd Game Boy Micro.

## Specificaties
- Afmetingen: 144,5 mm x 82 mm x 25,5 mm
- Gewicht: 140 gram
- Beeldscherm: een 74mm-lcd-scherm met 32.768 kleuren en een resolutie van 240 x 160 pixels.
- Energie: 2 AA-batterijen voor ongeveer 15 uur speelduur. Er kan ook gespeeld worden zonder batterijen met gebruik van een adapter.
- Processor: 16,8MHz-, 32 bit-ARM7TDMI-RISC-CPU met intern geheugen.

Een 8 bit-Z80-coprocessor op 4 of 8 MHz voor achterwaartse compatibiliteit.
- Geheugen: 32 kilobyte + 96 kilobyte VRAM (intern in de processor), 256 kilobyte DRAM (extern)

## Versies

### Game Boy Advance SP
In begin van 2003 bracht Nintendo een nieuwe versie van de Game Boy Advance uit. Deze versie heeft een intern lampje vooraan het scherm dat aan en uitgezet kan worden. Het heeft ook een herlaadbare lithium-ionbatterij en is vormgegeven in een opklapbaar model. Daarnaast is de kwaliteit van het lcd-scherm verbeterd.
Rond dezelfde tijd als de introductie van de Game Boy Micro, bracht Nintendo een nieuwe versie van de SP uit, ook wel GBA SP+ genoemd. Deze bevat een lamp achter het scherm, waardoor 'schaduw' effecten verdwijnen en het beeld evenredig verlicht wordt. Bovendien bevat dit model twee licht-standen, te weten normal en bright.

### Game Boy Micro
In september 2005 lanceerde Nintendo een nieuwe versie van de Game Boy Advance. Deze versie, genaamd Game Boy Micro, is technisch gelijkwaardig met de originele Game Boy Advance, maar is veel smaller en kleiner. De Game Boy Micro laat toe om makkelijk het uiterlijk te veranderen met behulp van faceplates die men kan vervangen met verschillende kleuren en thema's. In tegenstelling tot de andere twee versies, kan de Game Boy Micro geen Game Boy en Game Boy Color spelletjes afspelen.

## Spellen
Achterwaartse compatibiliteit met Game Boy en Game Boy Color-spellen wordt verzorgd door een ingebouwde Z80-coprocessor. Hiermee is het mogelijk om oudere spellen op de GBA te spelen.
De Game Boy Advance kent een selectie van platformspellen, rollenspellen, en klassieke spellen die zijn geconverteerd uit eerdere spelsystemen. Hieronder valt zowel de Super Mario Advance-serie, als terugwaartse compatibiliteit met eerdere Game Boy-titels.

## Emulatie
Vanwege de eenvoudige hardware, die veel overeenkomsten heeft met de SNES, zijn er diverse emulators ontstaan voor de Game Boy Advance, zoals VisualBoyAdvance en NO$GBA.
Spelcomputers · Draagbare spelcomputers (Lijst van draagbare spelcomputers)